# Sphagnum cyclophyllum
Sphagnum cyclophyllum là một loài rêu trong họ Sphagnaceae. Loài này được Sull. & Lesq. mô tả khoa học đầu tiên năm 1856.